# Війна за незалежність Бангладеш
Війна́ за незале́жність Бангладе́ш[а] (бенг. বাংলাদেশ মুক্তিযুদ্ধ, Bangladesh Muktijuddho, англ. Bangladesh Liberation War) — громадянська війна в Пакистані, що призвела до відокремлення Бангладеш (до того — Східний Пакистан) від решти Пакистану (до того — Західний Пакистан).

## Передісторія
У листопаді 1970 року на Східний Пакистан налетів тропічний циклон «Бхола», жертвами якого стали близько 500 тисяч місцевих жителів. Влада регіону звинуватила центральне керівництво у неефективності наданої допомоги та бездіяльності; відбулися багатотисячні маніфестації з вимогами відставки президента Пакистану Ях'я Хана.
У грудні 1970 року в країні відбулися парламентські вибори, на яких більшість голосів отримала очолювана шейхом Муджибуром Рахманом східнопакистанська партія «Авамі Ліг» («Ліга свободи»). Починаючи з цього періоду, мова і національність стали для східних бенгальців більш важливими об'єднавчими факторами, ніж релігія. При цьому бенгальці для Західного Пакистану були такими ж чужинцями, як і мухаджири у Східному.  
Лідер Пакистанської народної партії (ПНП) мухаджир Зульфікар Алі Бхутто відмовився визнати законність обрання Рахмана прем'єр-міністром Пакистану. Військова адміністрація Західного Пакистану також не могла допустити приходу до влади представника східнобенгальської політичної адміністрації. 3 березня 1971 року у Дацці безрезультатно закінчились перемовини між Ях'я Ханом, Муджибуром Рахманом і Зульфікаром Алі Бхутто. Західний Пакистан відмовився бачити своїм прем'єром бенгальця, тоді як військові відмовили Бенгалії у праві на самовизначення.
На відмову правлячих кіл Пакистану передати владу обраній більшості Національної асамблеї і надати Східній Бенгалії повну регіональну автономію учасники бенгальського національного руху відповіли загальним страйком, який переріс в кампанію громадянської непокори. 

## Перебіг подій
25 березня 1971 року шейх Муджибур Рахман звернувся до мешканців Східної Бенгалії із закликом до початку війни за незалежність. В ніч на 26 березня армія Західного Пакистану увійшла на територію Східної Бенгалії і розпочала каральну операцію «Прожектор» з придушення «сепаратизму». Дакка була окупована пакистанськими військами, які вчиняли масові репресії проти учасників бенгальського національного руху. Того ж дня військові заарештували Шейха Рахмана, який встиг підписати офіційну відозву до бенгальців не коритися окупантам.  
В умовах західнопакистанської інтервенції 27 березня майор збройних сил Заур Рахман у Читтагонзі зачитав по радіо текст написаної Муджибуром Рахманом декларації про незалежність, яка проголосила утворення Народної Республіки Бангладеш. 13 квітня було сформовано тимчасовий уряд на чолі з Таджуддіном Ахмедом. Створений у містечку Байдьянатхтала, він був змушений перебратися до Колкати, ставши урядом у вигнанні. 
Прем'єр-міністр Індії Індіра Ганді одразу ж після проголошення незалежності Бангладеш заявила про повну підтримку нової держави, діючи, в першу чергу, в інтересах ослаблення Пакистану. До того ж прибуття мільйонів біженців створювало в Індії серйозні соціальні проблеми, тому індійське керівництво було зацікавлене у найшвидшій нормалізації політичної ситуації у Східному Пакистані — Бангладеш. За підтримки Індії на території Бангладеш діяли загони Мукті-бахіні — «Армії Визволення», яка вела партизанську війну проти Західного Пакистану. 
Влітку 1971 року партизани активізували свої дії. Східна Бенгалія була поділена на 11 військових зон, в кожній з яких сили Мукті-бахіні очолював колишній офіцер пакистанської армії. Партизани мали невеликі військово-повітряні сили та річковий флот. Урядова армія виявилась не готовою до ведення антипартизанської війни в умовах місцевості, покритої джунглями та численними річками. Маючи базові табори на території Індії, Мукті-бахіні проводили успішні операції в Бангладеш і відступали через кордон.
Пакистанське керівництво прийшло до закономірного висновку, що партизанський рух буде неможливо придушити доти, доки він отримує допомогу з Індії. Тим часом індійські війська підступали до кордону, напруження в індо-пакистанських відносинах наростало. 21 листопада сталися серйозні наземні та повітряні інциденти за участі регулярних армій Індії та Пакистану. 
Уряд СРСР, турбуючись про збереження миру, неодноразово закликав пакистанську військову адміністрацію до припинення репресій і негайного політичного врегулювання в Бангладеш у відповідності з волевиявленням народу, що забезпечило б умови для повернення на батьківщину біженців. Однак 3 грудня пакистанська армія відмовилась піти таким шляхом, що призвело до широкого військового конфлікту між Індією та Пакистаном. 16 грудня 1971 року пакистанські війська капітулювали перед об'єднаним індо-бангладешським командуванням.

## Міжнародні наслідки
В ході війни за незалежність Бангладеш, пакистанськими військовими та ісламістськими ополченцями із Джамаат-і-Ісламі Бангладеш було вбито, за різними оцінками, від 200 тисяч до 3 мільйонів чоловік і зґвалтовано близько 400 тисяч бенгальських жінок. 8 мільйонів чоловік втекли до прилеглих штатів сусідньої Індії, ще близько 30 мільйонів були переміщені всередині країни. 17 грудня 1971 року Індія оголосила про припинення воєнних дій проти Пакистану, яке збіглося з закінченням Бангладешської кризи.  
Одностороннє припинення вогню Індією і перемога сил національного визволення Східної Бенгалії створили нове становище в Раді Безпеки ООН. 21 грудня 1971 року Рада Безпеки ухвалила компромісну резолюцію, що підкреслювала необхідність забезпечення тривалого миру на Індостанському півострові й містила важливі положення, які сприяли нормалізації ситуації. В умовах перемоги сил національного визволення Східної Бенгалії положення резолюції про припинення вогню сприяли справедливому політичному врегулюванню в регіоні.
Воєнна поразка Пакистану спричинила ослаблення впливу США в Південній Азії. Військово-політичне співробітництво з Пакистаном дедалі більше втрачало значення для Вашингтона, оскільки «в масштабах субконтиненту Пакистан перестав бути реальною противагою Індії». Вашингтон змушений був також заявити про своє невтручання у розв'язання спірних питань, що виникли внаслідок Бангладешської кризи, хоч Ісламабад дуже розраховував на американську підтримку. Така позиція Вашингтона визначалася, зокрема, тим, що в'єтнамська авантюра на той час багато в чому скомпрометувала його політику не лише на азійському континенті, а й в усьому «третьому світі». На початку 70-х років для США більш важливими були зв'язки з демократичною нейтральною Індією, ніж з військовим режимом Пакистану.
Зміни внутрішнього й зовнішнього характеру, що відбулися на Індостані у 1971 році, утворення незалежної Народної Республіки Бангладеш справили значний вплив на співвідношення сил у Південній Азії, на розвиток системи міжнародних відносин у цьому регіоні. Становище, в якому опинився Пакистан внаслідок Бангладешської кризи, вимагало нагальних дій у сферах як внутрішньої, так і зовнішньої політики. Для посилення позицій Пакистану на міжнародній арені необхідна була стабілізація ситуації всередині країни, а успіхи в економіці прямо залежали від зміцнення старих і встановлення нових міждержавних зв'язків, знаходження ринків збуту пакистанських товарів, збільшення іноземної допомоги. Стабілізація внутрішньополітичного становища значною мірою зумовлювалась урегулюванням відносин з Індією, а також Бангладеш, ставлення до якої в Пакистані було вкрай складним і напруженим. Це спонукало пакистанський уряд виступати за поетапне врегулювання відносин із сусідніми країнами, і передусім за репатріацію військовополонених і цивільних осіб та відведення військ із захоплених у ході бойових дій територій. Індія висловлювалася за одночасне врегулювання проблем за участі Бангладеш, що вимагало визнання цієї держави Пакистаном.
16 грудня 1971 року в Пакистані був звільнений Шейх Муджибур Рахман, який виїхав до Лондона і 10 січня 1972 року прибув до Бангладешу. 12 січня 1972 року він був призначений прем'єр-міністром Народної Республіки Бангладеш. У самому Пакистані ганебна поразка у війні також призвела до зміни уряду. Генерал Ях'я Хан подав у відставку, а його наступник Зульфікар Алі Бхутто три роки потому приніс офіційні вибачення бангладешському народу за скоєні пакистанською армією злочини та свавілля на бенгальській землі.